# Александровка Донская
Александровка Донская — село в Павловском районе Воронежской области Российской Федерации. Основано в XVIII веке. Население — 1533 человек (2011). По численности населения село является седьмым среди населённых пунктов Павловского района.
Село является административным центром Александро-Донского сельского поселения. Здесь размещена администрация поселения. Главой Александро-Донского сельского поселения с 15 марта 2012 года является Владимир Иванович Антоненко.

## Название
За свою историю село сменило несколько названий, связанных с именами менявшихся владельцев. Первоначально село называлось Марфино, потому что князь Черкасский называл основанные им поселения в честь членов своей семьи. В честь дочери Марфы и была названа нынешняя Александровка Донская. Затем село называлось Дунино, по имени Евдокии, другой родственницы князя. Также село именовали Дуванкой (в разговорной речи это название используется до сих пор). Это название, вероятно, происходило от татарского слова «дуванить», делить добычу. По легенде, здесь разбойники, грабившие плывшие по Дону суда, делили между собой добычу. От князей Черкасских село перешло к помещикам Александровым. По их фамилии село стало называться Александровкой, и, чтобы избежать путаницы с другой Александровкой в Павловском уезде, к названию было добавлено слово «Донская», так как село находится рядом с этой рекой.

## Физико-географическая характеристика

### Географическое положение
Расположен в юго-западной части поселения, близ трассы «Дон».
Село, как и вся Воронежская область, живёт по Московскому времени.

### Климат
Природно-климатические условия, природные ресурсы ограниченно благоприятны для основных видов хозяйственно-градостроительной и рекреационной деятельности в связи с развитием экзогенных геологических процессов.
Освоение ограниченно благоприятных площадок потребует проведение мероприятий по инженерной подготовке (вертикальная планировка, понижение грунтовых вод, защита от затопления и др.), а также инженерно-геологических изысканий с целью выявления просадочных грунтов и карста. Территория поселения расположена в зоне умеренно континентального климата, с жарким и сухим летом и умеренно холодной зимой с устойчивым снежным покровом и хорошо выраженными переходными сезонами.
На размытой поверхности кристаллического фундамента залегают девонские отложения, перекрытые меловой системой, а также палеогеновыми, неогеновыми и четвертичными образованиями. Комплекс покровных отложений представлен лёссовидными суглинками и супесями и в меньшей степени песками.

## История

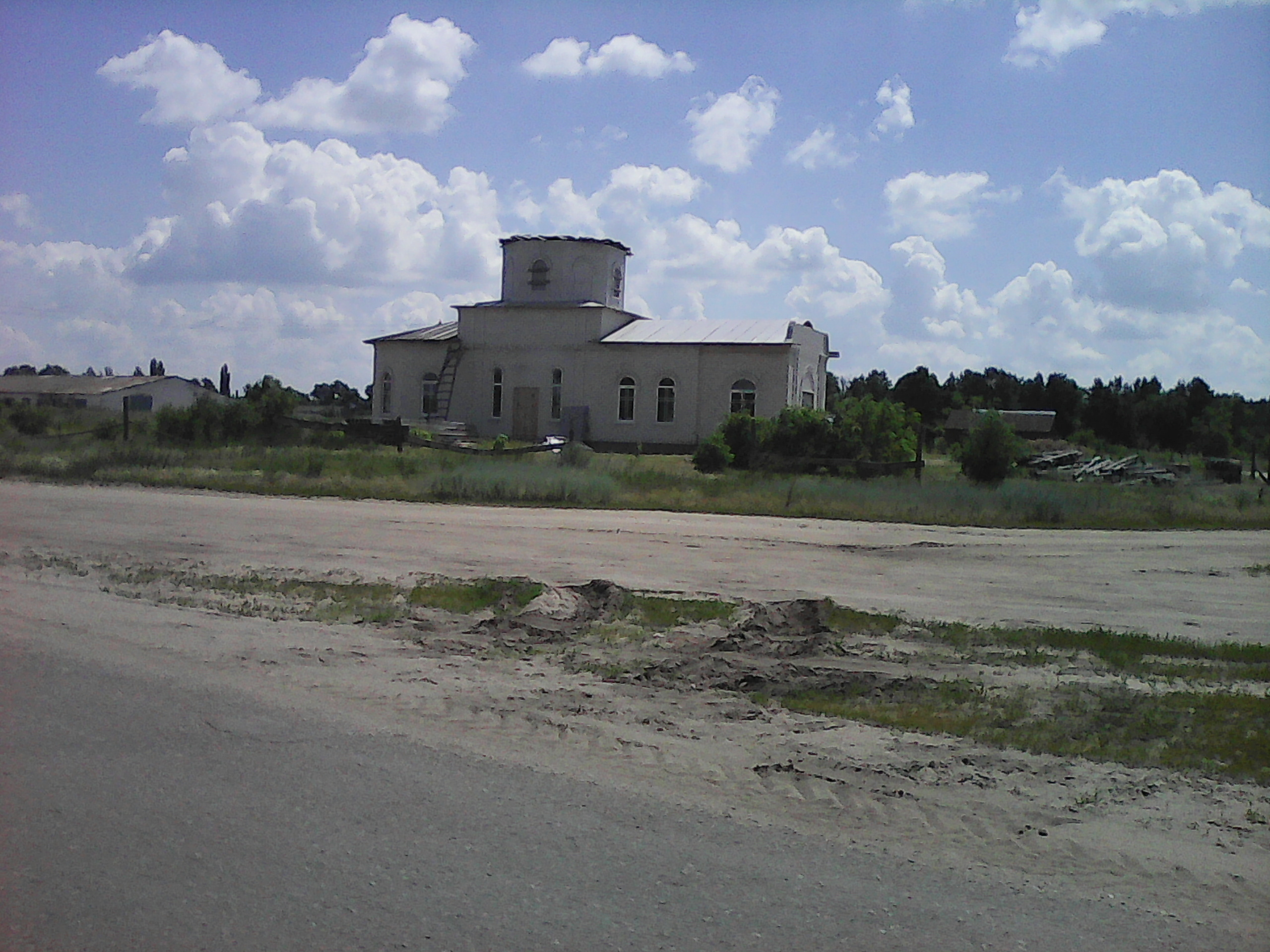
Современный храм в честь Архангела Михаила

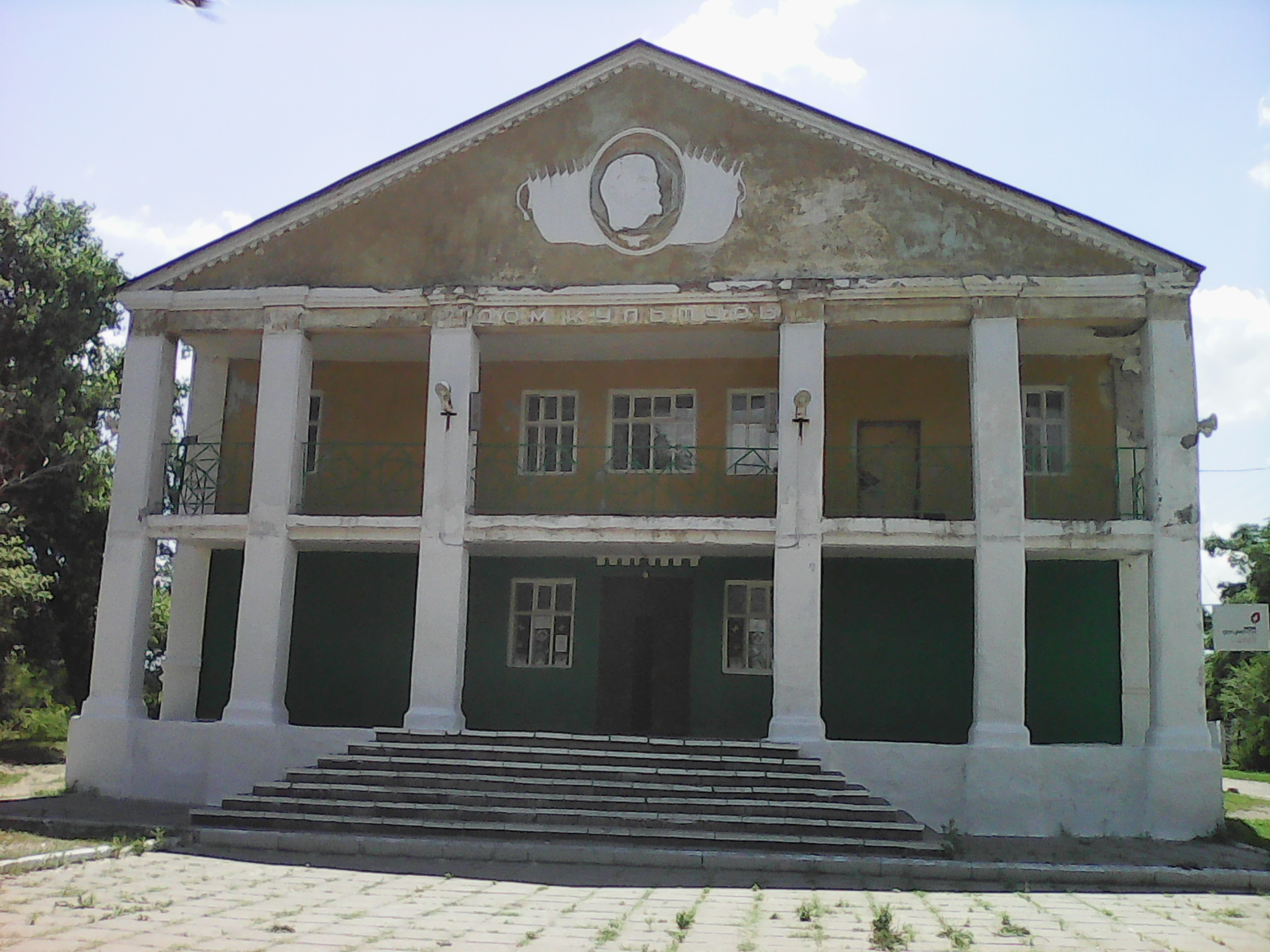
Дом культуры

В «Дозорной книге 1615 года» в числе других упоминается Дуванский ухожай.
В 1829 году в селе была построена каменная церковь в честь Архангела Михаила. В середине XIX века селом стал владеть тайный советник А. Д. Боровков.
В 1959 году был построен Дом культуры, в 1961 году построено новое здание средней школы, в 1962 году создан парк, в 1965 году был открыт школьный музей.

## Транспорт и дороги
Сообщение с селом осуществляется по дороге федерального значения М «Дон» «Москва — Ростов-на-Дону — Новороссийск». Заезд осуществляется с восточной и южной стороны по улицам Пролетарская и Садовая.
Через село проходит много автобусов, следующих из Павловска на север по трассе М4.

## Население
| Численность жителей Александровки Донской по годам |       |       |       |       |       |       |       |
| 1859                                               | 1900  | 1906  | 1925  | 1980  | 2009  | 2010  | 2011  |
| 1604                                               | ↗2730 | ↗3289 | ↘3014 | ↘1349 | ↗1531 | ↘1442 | ↗1533 |

## Архитектура и достопримечательности
В селе 16 улиц: Первомайская, 40 лет Победы, Кольцова, Курортная, Ленина, Мезенцева, Мира, Набережная, Пролетарская, Садовая, Свободы, Сосновка, Студёное урочище, Труда, Школьная и Дорожный переулок.